# Pasteles
Les pasteles (singulier : pastel), également appelées pastelles dans les Caraïbes anglophones, sont un plat traditionnel dans plusieurs pays d'Amérique latine et des Caraïbes. À Porto Rico, en République dominicaine, au Panama, à Trinité-et-Tobago et sur la côte caraïbe de la Colombie, ce plat ressemble à un tamal. À Hawaï, on les appelle pateles, selon une interprétation phonétique de la prononciation portoricaine de pasteles. En Colombie, elles sont appelées pastel de arroz.
En Afrique de l'Ouest (Sénégal et Mauritanie principalement), ce plat traditionnel (les pastels) a été introduit pendant la période coloniale, les influences culinaires européennes ayant fusionné avec les ingrédients locaux pour donner naissance à cette spécialité consommée initialement durant les fêtes et les célébrations familiales.